# Tour della nazionale maschile di rugby a 15 della Francia 2002
Nel periodo tra le edizioni della Coppa del Mondo di rugby del 1999 e del 2003, la nazionale di rugby XV della Francia si è recata varie volte in tour oltremare.
Nel 2002 si reca in Argentina, dove subisce una sconfitta di misura, ed in Australia, dove disputa due grandi match (peraltro persi) contro i campioni del mondo.
Un tour che sarà ricordato per 5 sconfitte in 5 match, peraltro tutti persi di misura.
| Buenos Aires 15 giugno 2002 | Argentina | 28 – 27 | Francia | J.Amalfitani |

| Adelaide 18 giugno 2002 | Australia A | 32 – 31 | Francia XV | Adelaide Oval |

| Melbourne 22 giugno 2002 | Australia | 29 – 17 | Francia | Colonial |

| Gosford 26 giugno 2002 | Australia A | 37 – 34 | Francia XV |  |

| Sydney 29 giugno 2002 | Australia | 31 – 25 | Francia | Stadium Australia |